# Pantops (Virginia)
Pantops es un lugar designado por el censo situado en el condado de Albemarle, Virginia  (Estados Unidos). Según el censo de 2010 tenía una población de 3.027 habitantes.

## Demografía
Según el censo de 2010, Pantops tenía una población en la que el 77,4% eran blancos; el 13,0% afroamericanos; el 0,3% eran indios americanos y nativos de Alaska; el 5,1% eran asiáticos; el 0,1% hawaianos y otros isleños del Pacífico; el 2,1% de otra raza, y el 2,0% a partir de dos o más razas. El 5,0% del total de la población eran hispanos o latinos de cualquier raza.